# Isaac Shelby

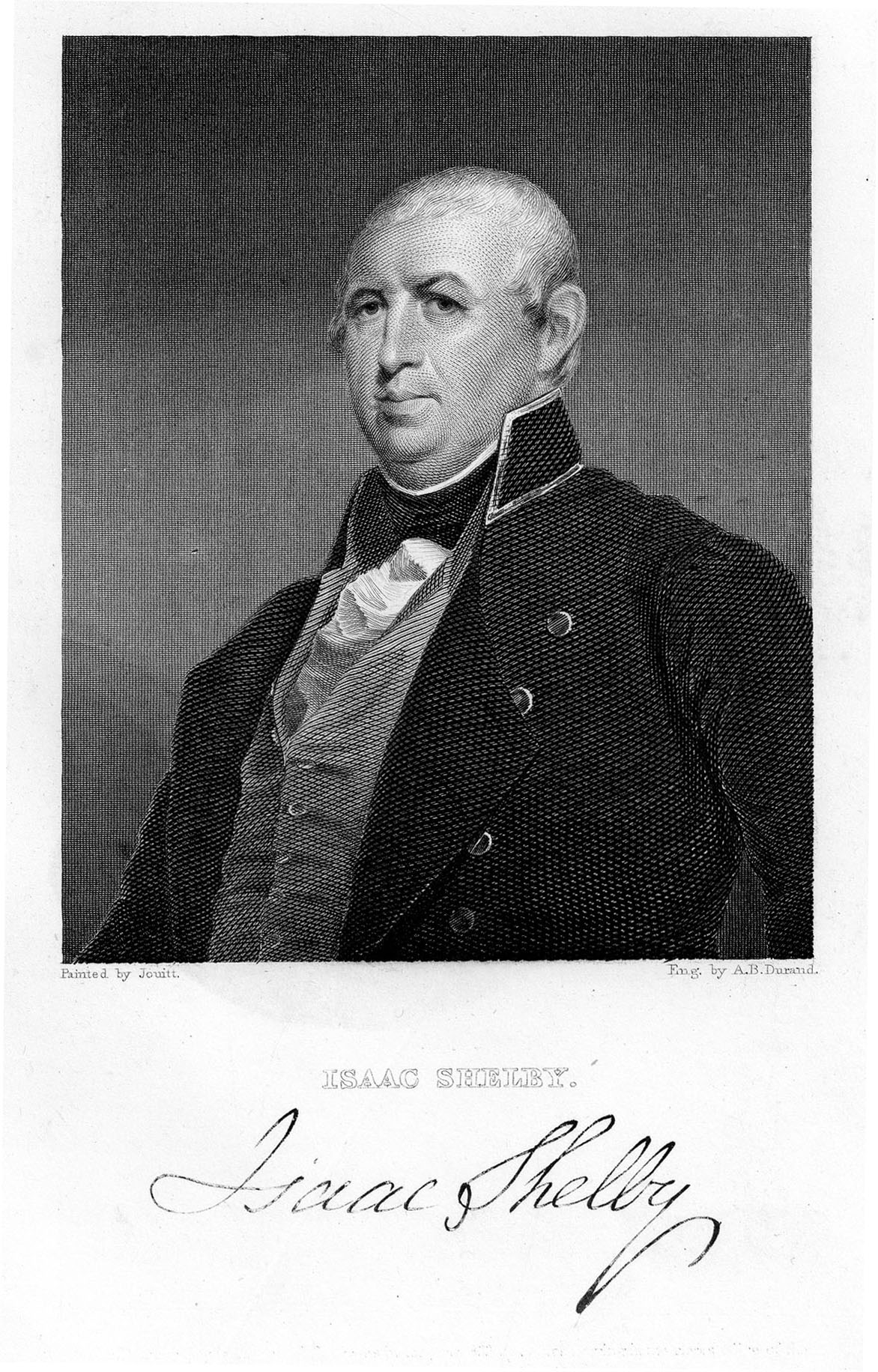
Isaac Shelby

Isaac Shelby (* 11. Dezember 1750 im Frederick County, Province of Maryland; † 18. Juli 1826 im Lincoln County, Kentucky) war ein Offizier während des Amerikanischen Unabhängigkeitskrieges und der erste und fünfte Gouverneur des US-Bundesstaates Kentucky.

## Leben
In der Nähe von Hagerstown wurde er 1750 als Sohn von Eaan und Letitia Shelby, geborene Cox, geboren. Die Familie zog 1772 in den Westen Virginias, wo der Vater eine Handelspoststelle betrieb. Shelby diente bereits 1774 als Lieutenant im so genannten Lord Dunmore's War. Ein Jahr später erkundete er ein Landgebiet in Kentucky, erwarb und besiedelte es. Der Gouverneur Patrick Henry von Virginia, zu dem das damalige Gebiet Kentuckys gehörte, verlieh ihm das Recht Abgaben für die Armee im Grenzgebiet einzutreiben. Im Jahr 1780 bestimmten ihn die Wahlmänner in den Kongress des Bundesstaates. Shelby führte zusammen mit John Sevier die amerikanischen Truppen im Oktober 1780 zum Sieg bei Kings Mountain. Nun ließ er sich in North Carolina nieder, wo er zweimal in deren Vertretung gewählt wurde. 1783 kehrte er wieder nach Kentucky zurück, um bald darauf Susannah Hart zu heiraten. Als einer der Gründerväter legte er den finanziellen Grundstein für die spätere Transylvania University.
Als Kentucky zum Bundesstaat erklärt wurde, wählte man ihn 1792 als ersten Gouverneur Kentuckys. Eines seiner besonderen Anliegen war die Sicherstellung von Bundesgeldern zur Absicherung der Grenze. Außerdem machte er sich für das Recht auf freie Navigation für den Mississippi River stark. Nach dem Ablauf seiner ersten Amtsperiode kehrte er wieder ins Privatleben auf seine Farm im Lincoln County zurück. Im Jahr 1812 kandidierte er erneut und zog siegreich ins Gouverneursgebäude. Nach dem Ablauf dieser Amtszeit 1816 bot ihm der Präsident James Monroe den Posten des Verteidigungsministers (“Secretary of War”) an, was er jedoch ablehnte.
Nach ihm sind diverse Verwaltungsbezirke benannt, so etwa Shelby County (Illinois), Shelby County (Alabama), Shelby County (Iowa), Shelby County (Kentucky), Shelby County (Ohio) und das Shelby County (Texas).